# Aleksiej Karabanow (dyrygent)
Aleksiej Aleksiejewicz Karabanow, ros. Алексе́й Алексе́евич Караба́нов (ur. 15 maja 1961 w Leningradzie) – rosyjski muzyk wojskowy i dyrektor muzyczny w rosyjskiej marynarce wojennej, kapitan I rangi. Obecnie pełni funkcję dyrektora Centralnej Reprezentacyjnej Koncertowej Orkiestry Marynarki Wojennej Rosji i był wieloletnim dyrektorem Rosyjskiego Zespołu Muzycznego Marynarki Wojennej Admiralicji.

## Życiorys
Urodził się 15 maja 1961 r. w północno-zachodniej dzielnicy Leningradu (obecnie Sankt Petersburg). W wieku 12 lat rozpoczął naukę gry na klarnecie i w roku 1976 w wieku zaledwie 15 lat wstąpił do Państwowego Konserwatorium w Leningradzie (Sankt Petersburgu) im. Nikołaja Rimskiego-Korsakowa.
W 1980 roku ukończył z wyróżnieniem konserwatorium, a następnie wstąpił na Wydział Dyrygentów Wojskowych Moskiewskiego Państwowego Konserwatorium im. Piotra Czajkowskiego.
Tam jego pedagogiem był dyrygent płk Gеоrgij Аlawdin.
W 1985 r., po ukończeniu studiów w konserwatorium, został powołany na porucznika w marynarce radzieckiej i natychmiast został powołany do kierowania Zespołem Marynarki Wojennej Admiralicji w Bazie Marynarki Wojennej w Leningradzie, nazywanym Rosyjską Admiralicją Marynarki Wojennej.
W 1991 roku Aleksiej Karabanow otrzymał pierwsze zaproszenie do występu na międzynarodowych koncertach z zespołem, a jego pierwsza trasa poza Rosją odbyła się w północnej Francji na V Międzynarodowym Festiwalu Muzyki Wojskowej w Lille. Od tego czasu zespół pod kierownictwem Karabanowa regularnie pojawiał się na festiwalach, koncertach i zajęciach muzycznych na Zachodzie, takich jak jego wizyta w październiku 1993 r. na Uniwersytecie Brighama Younga w stanie Utah, gdzie prowadził wykłady i kierował zespołami BYU (Brigham Young Academy), w tym The Cougar Marching Band. To tam wprowadzono „nieznaną” oryginalną muzykę rosyjskiego zespołu V. Barsegiana i Władimira Malgina.
Dziewięć lat później w koszarach HMS Nelson, w bazie HMNB Portsmouth w Wielkiej Brytanii, Orkiestra Królewskiej Marynarki (Royal Marines Band) wykonała rosyjski program muzyczny pod batutą dyrygenta Karabanowa.
W 2007 r. Ministerstwo Obrony Federacji Rosyjskiej, w uznaniu osiągnięć i talentu, awansowało Karabanowa na stanowisko dyrektora artystycznego i dyrygenta Centralnego Zespołu Marynarki Wojennej Rosji, który jest najwyższą pozycją muzyczną w Marynarce Wojennej Federacji Rosyjskiej. W tym samym czasie awansował także do wyższego stopnia wojskowego marynarki - kapitana marynarki wojennej.
Karabanow prowadzi koncerty muzyki klasycznej sławnych kompozytorów min.: Wolfgang Amadeus Mozart, Ludwig van Beethoven, Johann Strauss, Émile Waldteufel, Piotr Czajkowski, Nikołaj Rimski-Korsakow.